# Adnan as-Sajjid Hussejn
Adnan as-Sajjid Hussejn, Adnan as-Sayyed Hussein – libański politolog, szyita. W latach 2009–2011 był sekretarzem stanu w gabinecie Sada al-Haririego, mianowanym przez prezydenta Michela Sulaimana. W styczniu 2011 opuścił rząd wraz z przedstawicielami opozycji co doprowadziło do dymisji premiera. W październiku 2011 stanął na czele Uniwersytetu Libańskiego.